# Jaime Colomé
Jaime Colomé Valencia (ur. 30 czerwca 1979 w Hawanie) – kubański piłkarz występujący na pozycji pomocnika.

## Kariera klubowa
Jaime Colomé od 2000 występuje w grającym w pierwszej lidze kubańskiej FC Ciudad de la Habana. Z Ciudad zdobył mistrzostwo Kuby w 2001.

## Kariera reprezentacyjna
W reprezentacji Kuby Colomé zadebiutował w 2002. W latach 2004–2008 uczestniczył w eliminacjach do dwóch kolejnych Mistrzostw Świata, rozgrywając w nich 9 spotkań.
W 2003 po raz pierwszy wystąpił w Złotym Pucharze, w którym wystąpił w meczu z Kanadą. W 2005 po raz kolejny wystąpił w Złotym Pucharze, w którym wystąpił w dwóch meczach z Kanadą i USA (czerwona kartka). W 2007 po raz trzeci wystąpił w Złotym Pucharze. Na turnieju wystąpił we wszystkich trzech meczach z Meksykiem, Panamą (bramka) i Hondurasem. W 2011 po raz czwarty uczestniczy w Złotym Pucharze CONCACAF. Na turnieju w USA pełni funkcję kapitana reprezentacji.